# Consoli repubblicani romani
Questo articolo contiene la lista delle supreme magistrature repubblicane romane (consoli, tribuni consolari e dittatori), relativamente al periodo che va dal 509 a.C., in cui tradizionalmente si fa ricadere la caduta della monarchia a Roma, al 31 a.C., cui segue l'elenco dei consoli alto imperiali romani.
I Romani si riferivano ai fasti consolari per datare gli anni del proprio calendario, ma per i moderni l'elenco ha soprattutto valore di fonte storica.
Da Lucio Giunio Bruto (509 a.C.) a 
Gneo Pompeo (31 a.C.)

## Legenda
Colorazione, in ordine di apparizione:
     Console
     Dittatore e comandante della cavalleria
     Decemviro
     Tribuno consolare
In caso di nomina della stessa persona in anni successivi, al nome segue I, II, III, etc.
In caso di nomina di console sostitutivo, il nome del nuovo console è preceduto da suff. (Consul Suffectus)

## VI secolo a.C.
| ANNO     | Primo Console                | Secondo console                                          |
| -------- | ---------------------------- | -------------------------------------------------------- |
| 509 a.C. | Lucio Giunio Bruto           | Lucio Tarquinio Collatino                                |
| suff.    | Spurio Lucrezio Tricipitino  | Publio Valerio Publicola I                               |
| suff.    | Marco Orazio Pulvillo I      |                                                          |
| 508 a.C. | Tito Lucrezio Tricipitino I  | Publio Valerio Publicola II                              |
| 507 a.C. | Publio Valerio Publicola III | Marco Orazio Pulvillo II                                 |
| 506 a.C. | Spurio Larcio I              | Tito Erminio Aquilino                                    |
| 505 a.C. | Marco Valerio Voluso Massimo | Publio Postumio Tuberto I                                |
| 504 a.C. | Publio Valerio Publicola IV  | Tito Lucrezio Tricipitino II                             |
| 503 a.C. | Agrippa Menenio Lanato       | Publio Postumio Tuberto II                               |
| 502 a.C. | Opitero Verginio Tricosto    | Spurio Cassio Vecellino (o Viscellino) I                 |
| 501 a.C. | Postumio Cominio Aurunco I   | Tito Larcio I                                            |
| 501 a.C. | Dictator: Tito Larcio        | Magister equitum: Spurio Cassio Vecellino (o Viscellino) |

## V secolo a.C.
| ANNO     | Primo Console                              | Secondo console                            |
| -------- | ------------------------------------------ | ------------------------------------------ |
| 500 a.C. | Servio Sulpicio Camerino Cornuto           | Manio Tullio Longo                         |
| 499 a.C. | Tito Ebuzio Helva                          | Gaio Veturio Gemino Cicurino               |
| 499 a.C. | Dictator: Aulo Postumio Albo Regillense    | Magister equitum: Tito Ebuzio Helva        |
| 498 a.C. | Quinto Clelio Siculo                       | Tito Larcio II                             |
| 497 a.C. | Aulo Sempronio Atratino I                  | Marco Minucio Augurino I                   |
| 496 a.C. | Aulo Postumio Albo Regillense              | Tito Verginio Tricosto Celiomontano        |
| 495 a.C. | Appio Claudio Sabino Inregillense          | Publio Servilio Prisco Strutto             |
| 494 a.C. | Aulo Verginio Tricosto Celiomontano        | Tito Veturio Gemino Cicurino               |
| 494 a.C. | Dictator: Manio Valerio Voluso Massimo     | Magister equitum: Quinto Servilio Prisco   |
| 493 a.C. | Postumio Cominio Aurunco II                | Spurio Cassio Vecellino (o Viscellino) II  |
| 492 a.C. | Tito Geganio Macerino                      | Publio Minucio Augurino                    |
| 491 a.C. | Marco Minucio Augurino II                  | Aulo Sempronio Atratino II                 |
| 490 a.C. | Quinto Sulpicio Camerino Cornuto           | Spurio Larcio II                           |
| 489 a.C. | Gaio Giulio Iullo                          | Publio Pinario Mamercino Rufo              |
| 488 a.C. | Spurio Nauzio Rutilo                       | Sesto Furio Medullino Fuso                 |
| 487 a.C. | Tito Sicinio Sabino                        | Gaio Aquillio Tusco                        |
| 486 a.C. | Spurio Cassio Vecellino (o Viscellino) III | Proculo Verginio Tricosto Rutilo           |
| 485 a.C. | Servio Cornelio Maluginense                | Quinto Fabio Vibulano I                    |
| 484 a.C. | Lucio Emilio Mamercino I                   | Cesone Fabio Vibulano I                    |
| 483 a.C. | Marco Fabio Vibulano I                     | Lucio Valerio Potito I                     |
| 482 a.C. | Quinto Fabio Vibulano II                   | Gaio Giulio Iullo                          |
| 481 a.C. | Cesone Fabio Vibulano II                   | Spurio Furio Medullino Fuso                |
| 480 a.C. | Marco Fabio Vibulano II                    | Gneo Manlio Cincinnato                     |
| 479 a.C. | Cesone Fabio Vibulano III                  | Tito Verginio Tricosto Rutilo              |
| 478 a.C. | Lucio Emilio Mamercino II                  | Gaio Servilio Strutto Ahala                |
| suff.    |                                            | Opitero Verginio Tricosto Esquilino        |
| 477 a.C. | Gaio Orazio Pulvillo I                     | Tito Menenio Agrippa Lanato                |
| 476 a.C. | Aulo Verginio Tricosto Rutilo              | Spurio Servilio Prisco                     |
| 475 a.C. | Publio Valerio Publicola I                 | Gaio Nauzio Rutilo I                       |
| 474 a.C. | Lucio Furio Medullino                      | Aulo Manlio Vulsone                        |
| 473 a.C. | Lucio Emilio Mamercino III                 | Vopisco Giulio Iullo                       |
| 472 a.C. | Lucio Pinario Mamercino Rufo               | Publio Furio Medullino Fuso                |
| 471 a.C. | Appio Claudio Sabino Inregillense          | Tito Quinzio Capitolino Barbato I          |
| 470 a.C. | Lucio Valerio Potito II                    | Tiberio Emilio Mamercino I                 |
| 469 a.C. | Tito Numicio Prisco                        | Aulo Verginio Tricosto Celiomontano        |
| 468 a.C. | Tito Quinzio Capitolino Barbato II         | Quinto Servilio Prisco I                   |
| 467 a.C. | Tiberio Emilio Mamercino II                | Quinto Fabio Vibulano I                    |
| 466 a.C. | Quinto Servilio Prisco II                  | Spurio Postumio Albo Regillense            |
| 465 a.C. | Quinto Fabio Vibulano II                   | Tito Quinzio Capitolino Barbato III        |
| 464 a.C. | Aulo Postumio Albo Regillense              | Spurio Furio Medullino Fuso I              |
| 463 a.C. | Publio Servilio Prisco                     | Lucio Ebuzio Helva                         |
| 462 a.C. | Lucio Lucrezio Tricipitino                 | Tito Veturio Gemino Cicurino               |
| 461 a.C. | Publio Volumnio Amintino Gallo             | Servio Sulpicio Camerino Cornuto           |
| 460 a.C. | Publio Valerio Publicola II                | Gaio Claudio Crasso Inregillense Sabino    |
| suff.    | Lucio Quinzio Cincinnato I                 |                                            |
| 459 a.C. | Quinto Fabio Vibulano III                  | Lucio Cornelio Maluginense Uritino         |
| 458 a.C. | Gaio Nauzio Rutilo II                      | Carvetus (?)                               |
| suff.    |                                            | Lucio Minucio Esquilino Augurino           |
| 458 a.C. | Dictator: Lucio Quinzio Cincinnato I       | Magister equitum: Lucio Tarquizio Flacco ? |
| 457 a.C. | Gaio Orazio Pulvillo (II?)                 | Quinto Minucio Esquilino Augurino          |
| oppure   | Lucio Quinzio Cincinnato II                | Marco Fabio Vibulano                       |
| 456 a.C. | Marco Valerio Massimo Lettuca              | Spurio Verginio Tricosto Celiomontano      |
| 455 a.C. | Tito Romilio Roco Vaticano                 | Gaio Veturio Cicurino                      |
| 454 a.C. | Spurio Tarpeio Montano Capitolino          | Aulo Aternio Varo Fontinale                |
| 453 a.C. | Sesto Quintilio Varo                       | Publio Curiazio Fisto Trigemino            |
| suff.    | Spurio Furio Medullino Fuso II             |                                            |
| 452 a.C. | Tito (o Gaio) Menenio Lanato               | Publio Sestio Capitone (o Capitolino)      |
| 451 a.C. | Appio Claudio Crasso Inregillense Sabino   | Tito Genucio Augurino                      |

| ANNO     | Decemviri                                    | Decemviri                        |
| -------- | -------------------------------------------- | -------------------------------- |
| 451 a.C. | Appio Claudio Crasso Inregillense Sabino I   | Tito Genucio Augurino            |
|          | Aulo Manlio Vulsone                          | Servio Sulpicio Camerino Cornuto |
|          | Tito Veturio Crasso Cicurino                 | Publio Curiazio Fisto Trigemino  |
|          | Publio Sestio Capitone (o Capitolino)        | Tito Romilio Roco Vaticano       |
|          | Gaio Giulio Iullo                            | Spurio Postumio Albo Regillense  |
| 450 a.C. | Appio Claudio Crasso Inregillense Sabino II  | Quinto Petelio Libone Visolo I   |
|          | Marco Cornelio Maluginense I                 | Tito Antonio Merenda I           |
|          | Marco Sergio Esquilino I                     | Cesone Duilio Longo I            |
|          | Lucio Minucio Esquilino Augurino I           | Spurio Oppio Cornicino I         |
|          | Quinto Fabio Vibulano I                      | Manio Rabuleio I                 |
| 449 a.C. | Appio Claudio Crasso Inregillense Sabino III | Quinto Petelio Libone Visolo II  |
|          | Marco Cornelio Maluginense II                | Tito Antonio Merenda II          |
|          | Marco Sergio Esquilino II                    | Cesone Duilio Longo II           |
|          | Lucio Minucio Esquilino Augurino II          | Spurio Oppio Cornicino II        |
|          | Quinto Fabio Vibulano II                     | Manio Rabuleio II                |

| ANNO     | Primo console                                   | Secondo console                              |
| -------- | ----------------------------------------------- | -------------------------------------------- |
| 449 a.C. | Lucio Valerio Potito                            | Marco Orazio Barbato                         |
| 448 a.C. | Larcio (o Spurio) Erminio Coritinesano Aquilino | Tito Verginio Tricosto Celiomontano          |
| 447 a.C. | Marco Geganio Macerino I                        | Gaio Giulio Iullo I                          |
| 446 a.C. | Tito Quinzio Capitolino Barbato IV              | Agrippa Furio Medullino Fuso                 |
| 445 a.C. | Marco Genucio Augurino                          | Gaio Curzio Filone (o Agrippa Curzio Filone) |

| ANNO     | Tribuni Consolari       | Tribuni Consolari  |
| -------- | ----------------------- | ------------------ |
| 444 a.C. | Aulo Sempronio Atratino | Tito Clelio Siculo |
|          | Lucio Atilio Lusco      |                    |

| ANNO     | Primo console                         | Secondo console                                               |
| -------- | ------------------------------------- | ------------------------------------------------------------- |
| 444 a.C. | Lucio Papirio Mugillano               | Lucio Sempronio Atratino                                      |
| 443 a.C. | Marco Geganio Macerino II             | Tito Quinzio Capitolino Barbato V                             |
| 442 a.C. | Marco Fabio Vibulano                  | Postumio Ebuzio Helva Cornicino                               |
| 441 a.C. | Gaio Furio Pacilio Fuso               | Manio Papirio Crasso                                          |
| 440 a.C. | Proculo Geganio Macerino              | Lucio Menenio Agrippa Lanato o Tito Menenio Agrippa Lanato II |
| 439 a.C. | Agrippa Menenio Lanato                | Tito Quinzio Capitolino Barbato VI                            |
| 439 a.C. | Dictator: Lucio Quinzio Cincinnato II | Magister equitum: Gaio Servilio Strutto Ahala                 |

| ANNO     | Tribuni Consolari          | Tribuni Consolari  |
| -------- | -------------------------- | ------------------ |
| 438 a.C. | Mamerco Emilio Mamercino   | Lucio Giulio Iullo |
|          | Lucio Quinzio Cincinnato I |                    |

| ANNO     | Primo console                               | Secondo console                                   |
| -------- | ------------------------------------------- | ------------------------------------------------- |
| 437 a.C. | Marco Geganio Macerino III                  | Lucio Sergio Fidenate I                           |
| suff.    | Marco Valerio Massimo Lettuca               |                                                   |
| 437 a.C. | Dictator: Mamerco Emilio Mamercino I        | Magister equitum: Lucio Quinzio Cincinnato        |
| 436 a.C. | Lucio Papirio Crasso I                      | Marco Cornelio Maluginense                        |
| 435 a.C. | Gaio Giulio Iullo II                        | Lucio Verginio Tricosto I                         |
| 435 a.C. | Dictator: Quinto Servilio Prisco Fidenate I | Magister equitum: Postumio Ebuzio Helva Cornicino |
| 434 a.C. | Gaio Giulio Iullo III                       | Lucio Verginio Tricosto II                        |
| oppure   | Marco Manlio Capitolino                     | Quinto Sulpicio Camerino Pretestato               |
| 434 a.C. | Dictator: Mamerco Emilio Mamercino II       | Magister equitum: Aulo Postumio Tuberto           |

| ANNO     | Tribuni Consolari        | Tribuni Consolari                   |
| -------- | ------------------------ | ----------------------------------- |
| 434 a.C. | Servio Cornelio Cosso    | Quinto Sulpicio Camerino Pretestato |
|          | Marco Manlio Capitolino  |                                     |
| 433 a.C. | Marco Fabio Vibulano     | Lucio Sergio Fidenate I             |
|          | Marco Folio Flaccinatore |                                     |
| 432 a.C. | Lucio Pinario Mamercino  | Spurio Postumio Albo Regillense     |
|          | Lucio Furio Medullino I  |                                     |

| ANNO     | Primo console                                 | Secondo console                      |
| -------- | --------------------------------------------- | ------------------------------------ |
| 431 a.C. | Tito Quinzio Peno Cincinnato I                | Gneo (o Gaio) Giulio Mentone         |
| 431 a.C. | Dictator: Aulo Postumio Tuberto               | Magister equitum: Lucio Giulio Iullo |
| 430 a.C. | Lucio Papirio Crasso II o Gaio Papirio Crasso | Lucio Giulio Iullo                   |
| 429 a.C. | Osto Lucrezio Tricipitino                     | Lucio Sergio Fidenate II             |
| 428 a.C. | Aulo Cornelio Cosso                           | Tito Quinzio Peno Cincinnato II      |
| oppure   | Lucio Quinzio Cincinnato                      | Aulo Sempronio Atratino              |
| 427 a.C. | Gaio Servilio Strutto Ahala                   | Lucio Papirio Mugillano              |

| ANNO     | Tribuni Consolari                      | Tribuni Consolari                     |
| -------- | -------------------------------------- | ------------------------------------- |
| 426 a.C. | Tito Quinzio Peno Cincinnato I         | Marco Postumio Albino Regillense      |
|          | Gaio Furio Pacilio Fuso                | Aulo Cornelio Cosso                   |
| 426 a.C. | Dictator: Mamerco Emilio Mamercino III | Magister equitum: Aulo Cornelio Cosso |
| 425 a.C. | Aulo Sempronio Atratino I              | Lucio Furio Medullino II              |
|          | Lucio Quinzio Cincinnato II            | Lucio Orazio Barbato                  |
| 424 a.C. | Appio Claudio Crasso                   | Lucio Sergio Fidenate II              |
|          | Spurio Nauzio Rutilo                   | Sesto Giulio Iullo                    |

| ANNO     | Primo console           | Secondo console               |
| -------- | ----------------------- | ----------------------------- |
| 423 a.C. | Gaio Sempronio Atratino | Quinto Fabio Vibulano Ambusto |

| ANNO     | Tribuni Consolari       | Tribuni Consolari       |
| -------- | ----------------------- | ----------------------- |
| 422 a.C. | Lucio Manlio Capitolino | Lucio Papirio Mugillano |
|          | Quinto Antonio Merenda  |                         |

| ANNO     | Primo console                   | Secondo console                 |
| -------- | ------------------------------- | ------------------------------- |
| 421 a.C. | Numerio (o Gneo) Fabio Vibulano | Tito Quinzio Capitolino Barbato |

| ANNO     | Tribuni Consolari                                              | Tribuni Consolari                                |
| -------- | -------------------------------------------------------------- | ------------------------------------------------ |
| 420 a.C. | Tito Quinzio Peno Cincinnato II o Lucio Quinzio Cincinnato III | Marco Manlio Vulsone                             |
|          | Lucio Furio Medullino III                                      | Aulo Sempronio Atratino II                       |
| 419 a.C. | Agrippa Menenio Lanato I                                       | Spurio Nauzio Rutilo I                           |
|          | Gaio Servilio (Strutto) Axilla (I)?                            | Publio Lucrezio Tricipitino                      |
| 418 a.C. | Lucio Sergio Fidenate III                                      | Gaio Servilio (Strutto) Axilla I (II)?           |
|          | Marco Papirio Mugillano I                                      |                                                  |
| 418 a.C. | Dictator: Quinto Servilio Prisco Fidenate II                   | Magister equitum: Gaio Servilio (Strutto) Axilla |
| 417 a.C. | Publio Lucrezio Tricipitino II                                 | Agrippa Menenio Lanato II                        |
|          | Spurio Veturio Crasso Cicurino                                 | Gaio Servilio (Strutto) Axilla II (III)?         |
| 416 a.C. | Aulo Sempronio Atratino III                                    | Quinto Fabio Vibulano Ambusto I                  |
|          | Marco Papirio Mugillano II                                     | Spurio Nauzio Rutilo II                          |
| 415 a.C. | Publio Cornelio Cosso                                          | Numerio (o Gneo) Fabio Vibulano I                |
|          | Gaio Valerio Potito Voluso I                                   | Quinto Quinzio Cincinnato I                      |
| 414 a.C. | Gneo Cornelio Cosso                                            | Quinto Fabio Vibulano Ambusto II                 |
|          | Lucio Valerio Potito I                                         | Publio o Marco Postumio Regillense               |

| ANNO     | Primo console                                    | Secondo console               |
| -------- | ------------------------------------------------ | ----------------------------- |
| 413 a.C. | Marco o Aulo Cornelio Cosso                      | Lucio Furio Medullino I       |
| 412 a.C. | Quinto Fabio Vibulano Ambusto II                 | Gaio Furio Pacilio            |
| 411 a.C. | Marco Papirio Mugillano o Marco Papirio Atratino | Gaio (o Spurio) Nauzio Rutilo |
| 410 a.C. | Manio Emilio Mamercino                           | Gaio Valerio Potito Voluso    |
| 409 a.C. | Gneo Cornelio Cosso                              | Lucio Furio Medullino II      |

| ANNO     | Tribuni Consolari                      | Tribuni Consolari                             |
| -------- | -------------------------------------- | --------------------------------------------- |
| 408 a.C. | Gaio Giulio Iullo I                    | Gaio Servilio Strutto Ahala I                 |
|          | Publio Cornelio Cosso                  |                                               |
| 408 a.C. | Dictator: Publio Cornelio Rutilo Cosso | Magister equitum: Gaio Servilio Strutto Ahala |
| 407 a.C. | Lucio Furio Medullino I                | Gneo (o Numerio) Fabio Vibulano II            |
|          | Gaio Valerio Potito Voluso II          | Gaio Servilio Strutto Ahala II                |
| 406 a.C. | Publio Cornelio Rutilo Cosso           | Gneo (o Numerio) Fabio Ambusto I              |
|          | Gneo Cornelio Cosso I                  | Lucio Valerio Potito II                       |
| 405 a.C. | Tito Quinzio Capitolino Barbato        | Aulo Manlio Vulsone Capitolino I              |
|          | Quinto Quinzio Cincinnato II           | Lucio Furio Medullino II                      |
|          | Gaio Giulio Iullo II                   | Manio Emilio Mamercino I                      |
| 404 a.C. | Gaio Valerio Potito Voluso III         | Gneo Cornelio Cosso II                        |
|          | Manio Sergio Fidenate I                | Cesone Fabio Ambusto I                        |
|          | Publio Cornelio Maluginense            | Spurio Nauzio Rutilo III                      |
| 403 a.C. | Manio Emilio Mamercino II              | Marco Quintilio Varo                          |
|          | Lucio Valerio Potito III               | Lucio Giulio Iullo                            |
|          | Appio Claudio Crasso                   | Marco Furio Fuso                              |
| 402 a.C. | Gaio Servilio Strutto Ahala III        | Quinto Sulpicio Camerino Cornuto I            |
|          | Quinto Servilio Fidenate I             | Aulo Manlio Vulsone Capitolino II             |
|          | Lucio Verginio Tricosto Esquilino      | Manio Sergio Fidenate II                      |
| 401 a.C. | Lucio Valerio Potito IV                | Gneo Cornelio Cosso III                       |
|          | Marco Furio Camillo I                  | Cesone Fabio Ambusto II                       |
|          | Manio Emilio Mamercino III             | Lucio Giulio Iullo I                          |

## IV secolo a.C.
| ANNO     | Tribuni Consolari                   | Tribuni Consolari                             |
| -------- | ----------------------------------- | --------------------------------------------- |
| 400 a.C. | Publio Licinio Calvo Esquilino      | Publio Melio Capitolino I                     |
|          | Publio Manlio Vulsone               | Spurio Furio Medullino                        |
|          | Lucio Titinio Pansa Sacco I         | Lucio Publilio Filone Volsco                  |
| 399 a.C. | Gneo Genucio Augurino I             | Gaio (o Gneo) Duilio Longo                    |
|          | Lucio Atilio Prisco I               | Marco Veturio Crasso Cicurino                 |
|          | Marco Pomponio Rufo                 | Volero Publilio Filone                        |
| 398 a.C. | Lucio Valerio Potito V              | Lucio Furio Medullino III                     |
|          | Marco Valerio Lactucino Massimo I ? | Quinto Servilio Fidenate II                   |
|          | Marco Furio Camillo II              | Quinto Sulpicio Camerino Cornuto II           |
| 397 a.C. | Lucio Giulio Iullo II               | Aulo Postumio Albino Regillense               |
|          | Lucio Furio Medullino IV            | Publio Cornelio Maluginense I                 |
|          | Lucio Sergio Fidenate               | Aulo Manlio Vulsone Capitolino III            |
| 396 a.C. | Lucio Titinio Pansa Sacco II        | Quinto (o Publio) Manlio Vulsone Capitolino   |
|          | Publio Licinio Calvo Esquilino      | Gneo Genucio Augurino II                      |
|          | Publio Melio Capitolino II          | Lucio Atilio Prisco II                        |
| 396 a.C. | Dictator: Marco Furio Camillo I     | Magister equitum: Publio Cornelio Maluginense |
| 395 a.C. | Publio Cornelio Maluginense Cosso   | Lucio Furio Medullino V                       |
|          | Publio Cornelio Scipione I          | Quinto Servilio Fidenate III                  |
|          | Cesone Fabio Ambusto III            | Marco Valerio Lactucino Massimo II ?          |
| 394 a.C. | Marco Furio Camillo III             | Lucio Valerio Publicola I                     |
|          | Lucio Furio Medullino VI            | Spurio Postumio Albino Regillense             |
|          | Gaio Emilio Mamercino I             | Publio Cornelio Scipione II                   |

| ANNO     | Primo console                    | Secondo console                   |
| -------- | -------------------------------- | --------------------------------- |
| 393 a.C. | Lucio Valerio Potito I           | Publio Cornelio Maluginense Cosso |
| suff.    | Lucio Lucrezio Tricipitino Flavo | Servio Sulpicio Camerino          |
| 392 a.C. | Lucio Valerio Potito II          | Marco Manlio Capitolino           |

| ANNO     | Tribuni Consolari                              | Tribuni Consolari                                    |
| -------- | ---------------------------------------------- | ---------------------------------------------------- |
| 391 a.C. | Lucio Lucrezio Tricipitino Flavo I             | Lucio Furio Medullino VII                            |
|          | Servio Sulpicio Camerino                       | Agrippa Furio Fuso                                   |
|          | Lucio (o Marco) Emilio Mamercino (I)?          | Gaio Emilio Mamercino II                             |
| 390 a.C. | Quinto Fabio Ambusto                           | Quinto Sulpicio Longo                                |
|          | Cesone Fabio Ambusto IV                        | Quinto Servilio Fidenate IV                          |
|          | Gneo (o Numerio) Fabio Ambusto II              | Publio Cornelio Maluginense II                       |
| 390 a.C. | Dictator: Marco Furio Camillo II               | Magister equitum: Lucio Valerio Potito               |
| 389 a.C. | Lucio Valerio Publicola II                     | Aulo Manlio Capitolino I                             |
|          | Lucio Verginio Tricosto                        | Lucio (o Marco) Emilio Mamercino I (II)?             |
|          | Publio Cornelio I                              | Lucio Postumio Albino Regillense I                   |
| 389 a.C. | Dictator: Marco Furio Camillo III              | Magister equitum: Gaio Servilio Strutto Ahala        |
| 388 a.C. | Tito Quinzio Cincinnato Capitolino I           | Quinto Servilio Fidenate V                           |
|          | Lucio Giulio Iullo I                           | Lucio Aquillio Corvo                                 |
|          | Lucio Lucrezio Tricipitino Flavo II            | Servio Sulpicio Rufo I                               |
| 387 a.C. | Lucio Papirio Cursore I                        | Gneo Sergio Fidenate Cosso I                         |
|          | Lucio (o Marco) Emilio Mamercino II (III)?     | Licinio Menenio Lanato I                             |
|          | Lucio Valerio Publicola III                    |                                                      |
| 386 a.C. | Marco Furio Camillo IV                         | Servio Cornelio Maluginense I                        |
|          | Quinto Servilio Fidenate VI                    | Lucio Quinzio Cincinnato Capitolino I                |
|          | Lucio Orazio Pulvillo                          | Publio Valerio Potito Publicola I                    |
| 385 a.C. | Aulo Manlio Capitolino II                      | Publio Cornelio II                                   |
|          | Tito Quinzio Cincinnato Capitolino             | Lucio Papirio Cursore II                             |
|          | Lucio Quinzio Cincinnato Capitolino II         | Gneo Sergio Fidenate Cosso II                        |
| 385 a.C. | Dictator: Aulo Cornelio Cosso                  | Magister equitum: Tito Quinzio Cincinnato Capitolino |
| 384 a.C. | Servio Cornelio Maluginense II                 | Publio Valerio Potito Publicola II                   |
|          | Marco Furio Camillo V                          | Servio Sulpicio Rufo II                              |
|          | Gaio Papirio Crasso                            | Tito Quinzio Cincinnato Capitolino II                |
| 383 a.C. | Lucio Valerio Publicola IV                     | Aulo Manlio Capitolino III                           |
|          | Servio Sulpicio Rufo III                       | Lucio Lucrezio Tricipitino Flavo III                 |
|          | Lucio (o Marco) Emilio Mamercino III (IV)?     | Marco Trebonio                                       |
| 382 a.C. | Lucio Papirio Crasso                           | Servio Cornelio Maluginense III                      |
|          | Spurio Papirio Crasso                          | Quinto Servilio Fidenate I                           |
|          | Gaio Sulpicio Camerino                         | Lucio (o Marco) Emilio Mamercino IV (V)?             |
| 381 a.C. | Marco Furio Camillo VI                         | Aulo Postumio Albino Regillense                      |
|          | Lucio Postumio Albino Regillense II            | Lucio Furio Medullino Fuso I                         |
|          | Lucio Lucrezio Tricipitino Flavo IV            | Marco Fabio Ambusto I                                |
| 380 a.C. | Lucio Valerio Publicola V                      | Publio Valerio Potito Publicola III                  |
|          | Servio Cornelio Maluginense IV                 | Licinio Menenio Lanato II                            |
|          | Gaio Sulpicio Petico                           | Lucio (o Marco) Emilio Mamercino V (VI)?             |
|          | Gaio o Gneo Sergio Fidenate Cosso III          | Tiberio Papirio Crasso                               |
|          | Lucio Papirio Crasso o Lucio Papirio Mugillano |                                                      |
| 380 a.C. | Dictator: Tito Quinzio Cincinnato Capitolino   | Magister equitum: Aulo Sempronio Atratino            |
| 379 a.C. | Publio Manlio Capitolino I                     | Gneo Manlio Vulsone (o Gaio)                         |
|          | Lucio Giulio Iullo II                          | Gaio Sestilio                                        |
|          | Marco Albinio                                  | Lucio Antistio                                       |
|          | Publio Trebonio                                | Gaio Erenucio?                                       |
| 378 a.C. | Quinto Servilio Fidenate II                    | Spurio Furio Medullino                               |
|          | Licinio Menenio Lanato III                     | Publio Clelio Sículo                                 |
|          | Marco Orazio Pulvillo                          | Lucio Geganio Macerino                               |
| 377 a.C. | Lucio Emilio Mamercino                         | Publio Valerio Potito Publicola IV                   |
|          | Gaio Veturio Crasso Cicurino I                 | Servio Sulpicio Pretestato I                         |
|          | Lucio Quinzio Cincinnato Capitolino III        | Gaio Quinzio Cincinnato                              |
| 376 a.C. | Lucio Papirio Crasso II                        | Licinio Menenio Lanato IV                            |
|          | Servio Cornelio Maluginense V                  | Servio Sulpicio Pretestato II                        |

Dal 375 al 371 a.C.: nessun magistrato curule.
I tribuni della plebe Gaio Licinio Stolone e Lucio Sestio Laterano furono promotori di nuove proposte di legge, favorevoli ai plebei che incontrarono la violenta resistenza dei patrizi. Questi, aiutati dai veti di altri tribuni della plebe, riuscirono ad osteggiare le proposte di legge dei due tribuni, Licinio e Sestio. Al che Licino e Sestio, come ritorsione alle politiche conservatrici attuate dai Patrizi, utilizzando a loro volta il diritto di veto proprio dei tribuni della plebe, impedirono, consecutivamente per cinque anni, l'elezione dei tribuni consolari. Essi furono tribuni della plebe dal 376 a.C. al 367 a.C. Sestio divenne nel 366 a.C. il primo console plebeo.
| ANNO     | Tribuni Consolari                  | Tribuni Consolari                        |
| -------- | ---------------------------------- | ---------------------------------------- |
| 370 a.C. | Aulo Manlio Capitolino IV          | Lucio Furio Medullino Fuso II            |
|          | Servio Sulpicio Pretestato III     | Servio Cornelio Maluginense VI           |
|          | Gaio Valerio Potito                | Publio Valerio Potito Publicola V        |
| 369 a.C. | Quinto Servilio Fidenate III       | Gaio Veturio Crasso Cicurino II          |
|          | Aulo Cornelio Cosso I              | Marco Cornelio Maluginense I             |
|          | Quinto Quinzio Cincinnato          | Marco Fabio Ambusto II                   |
| 368 a.C. | Servio Cornelio Maluginense VII    | Servio Sulpicio Pretestato IV            |
|          | Spurio Servilio Strutto            | Tito Quinzio Cincinnato Capitolino       |
|          | Lucio Papirio Crasso               | Lucio Veturio Crasso Cicurino I          |
| 368 a.C. | Dictator: Marco Furio Camillo IV   | Magister equitum: Lucio Emilio Mamercino |
| 368 a.C. | Dictator: Publio Manlio Capitolino | Magister equitum: Gaio Licinio           |
| 367 a.C. | Aulo Cornelio Cosso II             | Marco Cornelio Maluginense II            |
|          | Marco Geganio Macerino             | Publio Manlio Capitolino II              |
|          | Lucio Veturio Crasso Cicurino II   | Publio Valerio Potito Publicola VI       |
| 367 a.C. | Dictator: Marco Furio Camillo V    | Magister equitum: Tito Quinzio Peno      |

| ANNO     | Primo console                                   | Secondo console                                         |
| -------- | ----------------------------------------------- | ------------------------------------------------------- |
| 366 a.C. | Lucio Emilio Mamercino I                        | Lucio Sextio Laterano                                   |
| 365 a.C. | Lucio Genucio Aventinense I                     | Quinto Servilio Ahala I                                 |
| 364 a.C. | Gaio Sulpicio Petico I                          | Gaio Licinio Calvo Stolone I                            |
| 363 a.C. | Gneo Genucio Aventinense                        | Lucio Emilio Mamercino II                               |
| 363 a.C. | Dictator: Lucio Manlio Capitolino Imperioso     | Magister equitum: Lucio Pinario                         |
| 362 a.C. | Lucio Genucio Aventinense II                    | Quinto Servilio Ahala II                                |
| 362 a.C. | Dictator: Appio Claudio Crasso Inregillense     | Magister equitum: P. Cornelius Scapula (?)              |
| 361 a.C. | Gaio Licinio Calvo Stolone II                   | Gaio Sulpicio Petico II                                 |
| 361 a.C. | Dictator: Tito Quinzio Peno Capitolino Crispino | Magister equitum: Servio Cornelio Maluginense           |
| 360 a.C. | Marco Fabio Ambusto I                           | Gaio Petelio Libone Visolo I (o Gaio Petelio Balbo)     |
| 360 a.C. | Dictator: Quinto Servilio Ahala                 | Magister equitum: Tito Quinzio Peno Capitolino Crispino |
| 359 a.C. | Marco Popilio Lenate I                          | Gneo Manlio Capitolino Imperioso I                      |
| 358 a.C. | Gaio Fabio Ambusto                              | Gaio Plauzio Proculo                                    |
| 358 a.C. | Dictator: Gaio Sulpicio Petico                  | Magister equitum: Marco Valerio Publicola               |
| 357 a.C. | Gaio Marcio Rutilo                              | Gneo Manlio Capitolino Imperioso II                     |
| 356 a.C. | Marco Fabio Ambusto II                          | Marco Popilio Lenate II                                 |
| 356 a.C. | Dictator: Gaio Marcio Rutilo                    | Magister equitum: Gaio Plauzio Proculo                  |
| 355 a.C. | Gaio Sulpicio Petico III                        | Marco Valerio Publicola I                               |
| 354 a.C. | Marco Fabio Ambusto III                         | Tito Quinzio Peno Capitolino Crispino I                 |
| 353 a.C. | Gaio Sulpicio Petico IV                         | Marco Valerio Publicola II                              |
| 353 a.C. | Dictator: Tito Manlio Imperioso Torquato        | Magister equitum: Aulo Cornelio Cosso Arvina            |
| 352 a.C. | Publio Valerio Publicola                        | Gaio Marcio Rutilo II                                   |
| 352 a.C. | Dictator: C. Iulius (Iullus?)                   | Magister equitum: L. Aemilius                           |
| 351 a.C. | Gaio Sulpicio Petico V                          | Tito Quinzio Peno Capitolino Crispino II                |
| 351 a.C. | Dictator: Marco Fabio Ambusto                   | Magister equitum: Quinto Servilio Ahala                 |
| 350 a.C. | Marco Popilio Lenate III                        | Lucio Cornelio Scipione                                 |
| 350 a.C. | Dictator: Lucio Furio Camillo                   | Magister equitum: Lucio Cornelio Scipione               |
| 349 a.C. | Lucio Furio Camillo                             | Appio Claudio Crasso Inregillense                       |
| 349 a.C. | Dictator: Tito Manlio Imperioso Torquato        | Magister equitum: Aulo Cornelio Cosso Arvina            |
| 348 a.C. | Marco Valerio Corvo I                           | Marco Popilio Lenate IV                                 |
| 347 a.C. | Gaio Plauzio Venoce Ipseo I                     | Tito Manlio Imperioso Torquato I                        |
| 346 a.C. | Marco Valerio Corvo II                          | Gaio Petelio Libone Visolo II                           |
| 345 a.C. | Marco Fabio Dorsuo                              | Servio Sulpicio Camerino Rufo                           |
| 345 a.C. | Dictator: Lucio Furio Camillo                   | Magister equitum: Gneo Manlio Capitolino Imperioso      |
| 344 a.C. | Gaio Marcio Rutilo III                          | Tito Manlio Imperioso Torquato II                       |
| 344 a.C. | Dictator: Publio Valerio Publicola              | Magister equitum: Q. Fabius Ambustus                    |
| 343 a.C. | Marco Valerio Corvo III                         | Aulo Cornelio Cosso Arvina                              |
| 342 a.C. | Quinto Servilio Ahala III                       | Gaio Marcio Rutilo IV                                   |
| 342 a.C. | Dictator: Marco Valerio Corvo I                 | Magister equitum: Lucio Emilio Mamercino Privernate     |
| 341 a.C. | Gaio Plauzio Venoce Ipseo II                    | Lucio Emilio Mamercino Privernate I                     |
| 340 a.C. | Tito Manlio Imperioso Torquato III              | Publio Decio Mure                                       |
| 340 a.C. | Dictator: Lucio Papirio Crasso                  | Magister equitum: Lucio Papirio Cursore                 |
| 339 a.C. | Tiberio Emilio Mamercino                        | Quinto Publilio Filone I                                |
| 339 a.C. | Dictator: Quinto Publilio Filone                | Magister equitum: Decimo Giunio Bruto Sceva             |
| 338 a.C. | Lucio Furio Camillo I                           | Gaio Menio Publio                                       |
| 337 a.C. | Gaio Sulpicio Longo I                           | Publio Elio Peto                                        |
| 337 a.C. | Dictator: Gaio Claudio Regillense               | Magister equitum: Gaio Claudio Ortatore                 |
| 336 a.C. | Lucio Papirio Crasso I                          | Cesone (Gaio) Duilio                                    |
| 335 a.C. | Marco Atilio Regolo Caleno                      | Marco Valerio Corvo IV                                  |
| 335 a.C. | Dictator: Lucio Emilio Mamercino Privernate     | Magister equitum: Quinto Publilio Filone                |
| 334 a.C. | Spurio Postumio Albino Caudino I                | Tiberio Veturio Calvino I                               |
| 333 a.C. | Dictator: Publio Cornelio Rufino                | Magister equitum: Marco Antonio                         |
| 332 a.C. | Gneo Domizio Calvino                            | Aulo Cornelio Cosso Arvina II                           |
| 332 a.C. | Dictator: Marco Papirio Crasso                  | Magister equitum: Publio Valerio Publicola              |
| 331 a.C. | Gaio Valerio Potito Flaco                       | Marco Claudio Marcello                                  |
| 331 a.C. | Dictator: Gneo Quintilio Capitolino             | Magister equitum: C. (o L.) Valerius Potitus            |
| 330 a.C. | Lucio Papirio Crasso II                         | Lucio Plauzio Venno                                     |
| 329 a.C. | Lucio Emilio Mamercino Privernate II            | Gaio Plauzio Deciano                                    |
| 328 a.C. | Publio Plauzio Proculo                          | Publio Cornelio Scapula                                 |
| 327 a.C. | Lucio Cornelio Lentulo                          | Quinto Publilio Filone II                               |
| 327 a.C. | Dictator: Marco Claudio Marcello                | Magister equitum: Spurio Postumio Albino Caudino        |
| 326 a.C. | Gaio Petelio Libone Visolo III                  | Lucio Papirio Cursore I                                 |
| 325 a.C. | Lucio Furio Camillo II                          | Decimo Giunio Bruto Sceva                               |
| 324 a.C. | Dictator: Lucio Papirio Cursore                 | Magister equitum: Quinto Fabio Massimo Rulliano         |
| 323 a.C. | Gaio Sulpicio Longo II                          | Quinto Aulio (Emilio) Cerretano                         |
| 322 a.C. | Quinto Fabio Massimo Rulliano (Rullo) I         | Lucio Fulvio Curvo                                      |
| 322 a.C. | Dictator: Aulo Cornelio Cosso Arvina            | Magister equitum: Marco Fabio Ambusto                   |
| 321 a.C. | Tiberio Veturio Calvino II                      | Spurio Postumio Albino Caudino II                       |
| 321 a.C. | Dictator: Quinto Fabio Ambusto                  | Magister equitum: Publio Elio Peto                      |
| 321 a.C. | Dictator: Marco Emilio Papo                     | Magister equitum: L. Valerius Flaccus                   |
| 320 a.C. | Lucio Papirio Cursore II                        | Quinto Publilio Filone III                              |
| 319 a.C. | Lucio Papirio Cursore III                       | Quinto Aulio Cerretano II                               |
| 318 a.C. | Lucio Plautio Venno (o Venoce)                  | Marco Folio Flaccinatore                                |
| 317 a.C. | Quinto Emilio Barbula                           | Gaio Giunio Bubulco Bruto I                             |
| 316 a.C. | Spurio Nauzio Rutilo                            | Marco Popilio Lenate                                    |
| 316 a.C. | Dictator: Lucio Emilio Mamercino Privernate     | Magister equitum: M. (o L.) Fulvius Curvus              |
| 315 a.C. | Lucio Papirio Cursore IV                        | Quinto Publilio Filone IV                               |
| 315 a.C. | Dictator: Quinto Fabio Massimo Rulliano         | Magister equitum: Quinto Aulio Cerretano                |
| 314 a.C. | Marco Petelio Libone                            | Gaio Sulpicio Longo III                                 |
| 314 a.C. | Dictator: Gaio Menio Publio                     | Magister equitum: Marco Folio Flaccinatore              |
| 313 a.C. | Lucio Papirio Cursore V                         | Gaio Giunio Bubulco Bruto II                            |
| 313 a.C. | Dictator: Gaio Petelio Libone Visolo            | Magister equitum: Marco Folio Flaccinatore              |
| 312 a.C. | Marco Valerio Massimo Corrino                   | Publio Decio Mure I                                     |
| 312 a.C. | Dictator: Gaio Sulpicio Longo                   | Magister equitum: Gaio Giunio Bubulco Bruto I           |
| 311 a.C. | Gaio Giunio Bubulco Bruto III                   | Quinto Emilio Barbula II                                |
| 310 a.C. | Quinto Fabio Massimo Rulliano (Rullo) II        | Gaio Marcio Rutilo Censorino                            |
| 309 a.C. | Dictator: Lucio Papirio Cursore                 | Magister equitum: Gaio Giunio Bubulco Bruto II          |
| 308 a.C. | Publio Decio Mure II                            | Quinto Fabio Massimo Rulliano (Rullo) III               |
| 307 a.C. | Appio Claudio Cieco                             | Lucio Volumnio Flamma Violente I                        |
| 306 a.C. | Quinto Marcio Tremulo                           | Publio Cornelio Arvina I                                |
| 306 a.C. | Dictator: Publio Cornelio Scipione Barbato      | Magister equitum: Publio Decio Mure                     |
| 305 a.C. | Lucio Postumio Megello I                        | Tiberio Minucio Augurino                                |
|          |                                                 | Suff. Marco Fulvio Curvo Petino                         |
| 304 a.C. | Publio Sempronio Sofo                           | Publio Sulpicio Saverrione                              |
| 303 a.C. | Servio Cornelio Lentulo                         | Lucio Genucio Aventinense                               |
| 302 a.C. | Marco Livio Denter                              | Marco Emilio Paolo                                      |
| 302 a.C. | Dictator: Gaio Giunio Bubulco Bruto             | Magister equitum: M. Titinius                           |
| 301 a.C. | Dictator: Marco Valerio Corvo II                | Magister equitum: Marco Emilio Paolo                    |

## III secolo a.C.
| ANNO              | Primo console                            | Secondo console                            |
| ----------------- | ---------------------------------------- | ------------------------------------------ |
| 300 a.C.          | Marco Valerio Corvo V                    | Quinto Appuleio Pansa                      |
| 299 a.C.          | Marco Fulvio Petino                      | Tito Manlio Torquato                       |
|                   | Suff. Marco Valerio Corvo VI             |                                            |
| 298 a.C.          | Lucio Cornelio Scipione Barbato          | Gneo Fulvio Massimo Centumalo              |
| 297 a.C.          | Quinto Fabio Massimo Rulliano            | Publio Decio Mure III                      |
| 296 a.C.          | Appio Claudio Cieco II                   | Lucio Volumnio Flamma Violente II          |
| 295 a.C.          | Quinto Fabio Massimo Rulliano            | Publio Decio Mure IV                       |
| 294 a.C.          | Lucio Postumio Megello II                | Marco Atilio Regolo                        |
| 293 a.C.          | Lucio Papirio Cursore                    | Spurio Carvilio Massimo                    |
| 292 a.C.          | Quinto Fabio Massimo Gurgite             | Decimo Giunio Bruto Sceva II               |
| 291 a.C.          | Lucio Postumio Megello III               | Gaio Giunio Bubulco Bruto I                |
| 290 a.C.          | Manio Curio Dentato                      | Publio Cornelio Rufino                     |
| 289 a.C.          | Marco Valerio Massimo Corvino            | Quinto Cedicio Nottua                      |
| 288 a.C.          | Quinto Marcio Tremulo II                 | Publio Cornelio Arvina II                  |
| 287 a.C.          | Marco Claudio Marcello                   | Gaio Nauzio Rutilo                         |
| 287 a.C.          | Dictator: Quinto Ortensio                |                                            |
| 286 a.C.          | Marco Valerio Massimo Potito             | Gaio Elio Peto                             |
| 285 a.C.          | Gaio Claudio Canina                      | Marco Emilio Lepido                        |
| 284 a.C.          | Gaio Servilio Tucca                      | Lucio Cecilio Metello Denter               |
| 283 a.C.          | Publio Cornelio Dolabella                | Gneo Domizio Calvino Massimo               |
| 282 a.C.          | Gaio Fabricio Luscino                    | Quinto Emilio Papo (Papirio)               |
| 281 a.C.          | Lucio Emilio Barbula                     | Quinto Marcio Filippo                      |
| 280 a.C.          | Publio Valerio Levino                    | Tiberio Coruncanio                         |
| 279 a.C.          | Publio Sulpicio Saverrione               | Publio Decio Mure                          |
| 278 a.C.          | Gaio Fabricio Luscino II                 | Quinto Emilio Papo II                      |
| 277 a.C.          | Publio Cornelio Rufino II                | Gaio Giunio Bubulco Bruto II               |
| 276 a.C.          | Quinto Fabio Massimo Gurgite II          | Gaio Genucio Clepsina                      |
| 275 a.C.          | Manio Curio Dentato II                   | Lucio Cornelio Lentulo Caudino             |
| 274 a.C.          | Manio Curio Dentato III                  | Servio Cornelio Merenda                    |
| 273 a.C.          | Gaio Fabio Dorso Licino                  | Gaio Claudio Canina II                     |
| 272 a.C.          | Lucio Papirio Cursore II                 | Spurio Carvilio Massimo II                 |
| 271 a.C.          | Gaio (o Cesone) Quinzio Claudo           | Lucio Genucio Clepsina                     |
| 270 a.C.          | Gaio Genucio Clepsina II                 | Gneo Cornelio Blasione                     |
| 269 a.C.          | Quinto Ogulnio Gallo                     | Gaio Fabio Pittore                         |
| 268 a.C.          | Publio Sempronio Sofo                    | Appio Claudio Russo                        |
| 267 a.C.          | Marco Atilio Regolo                      | Lucio Giulio Libone                        |
| 266 a.C.          | Decimo Giunio Pera                       | Numerio Fabio Pittore                      |
| 265 a.C.          | Quinto Fabio Massimo Gurgite             | Lucio Mamilio Vitulo                       |
| 264 a.C.          | Appio Claudio Caudice                    | Marco Fulvio Flacco                        |
| 263 a.C.          | Manio Otacilio Crasso                    | Manio Valerio Massimo Messalla             |
| 262 a.C.          | Lucio Postumio Megello                   | Quinto Mamilio Vitulo                      |
| 261 a.C.          | Lucio Valerio Flacco                     | Tito Otacilio Crasso                       |
| 260 a.C.          | Gneo Cornelio Scipione Asina             | Gaio Duilio                                |
| 259 a.C.          | Lucio Cornelio Scipione                  | Gaio Aquilio Floro                         |
| 258 a.C.          | Aulo Atilio Calatino                     | Gaio Sulpicio Patercolo                    |
| 257 a.C.          | Gaio Atilio Regolo                       | Gneo Cornelio Blasione II                  |
| 256 a.C.          | Lucio Manlio Vulsone Longo               | Quinto Cedicio                             |
|                   |                                          | Suff. Marco Atilio Regolo II               |
| 255 a.C.          | Marco Emilio Paolo                       | Servio Fulvio Petino Nobiliore             |
| 254 a.C.          | Gneo Cornelio Scipione Asina II          | Aulo Atilio Calatino II                    |
| 253 a.C.          | Gneo Servilio Cepione                    | Gaio Sempronio Bleso I                     |
| 252 a.C.          | Gaio Aurelio Cotta                       | Publio Servilio Gemino                     |
| 251 a.C.          | Lucio Cecilio Metello I                  | Gaio Furio Pacilio                         |
| 250 a.C.          | Gaio Atilio Regolo II                    | Lucio Manlio Vulsone Longo II              |
| 249 a.C.          | Publio Claudio Pulcro                    | Lucio Giunio Pullo                         |
|                   | Dictator: Aulo Atilio Calatino           |                                            |
| 248 a.C.          | Gaio Aurelio Cotta II                    | Publio Servilio Gemino II                  |
| 247 a.C.          | Lucio Cecilio Metello II                 | Numerio (Marco) Fabio Buteone              |
| 246 a.C.          | Manio Otacilio Crasso II                 | Marco Fabio Licino                         |
| 245 a.C.          | Marco Fabio Buteone                      | Gaio Atilio Bulbo                          |
| 244 a.C.          | Aulo Manlio Torquato Attico              | Gaio Sempronio Bleso II                    |
| 243 a.C.          | Gaio Fundanio Fundulo                    | Gaio Sulpicio Gallo                        |
| 242 a.C.          | Gaio Lutazio Catulo                      | Aulo Postumio Albino                       |
| 241 a.C.          | Aulo Manlio Torquato Attico II           | Quinto Lutazio Cercone                     |
| 240 a.C.          | Gaio Claudio Centone                     | Marco Sempronio Tuditano                   |
| 239 a.C.          | Gaio Mamilio Turrino                     | Quinto Valerio Falto                       |
| 238 a.C.          | Tiberio Sempronio Gracco                 | Publio Valerio Falto                       |
| 237 a.C.          | Lucio Cornelio Lentulo Caudino           | Quinto Fulvio Flacco I                     |
| 236 a.C.          | Publio Cornelio Lentulo Caudino          | Gaio Licinio Varo                          |
| 235 a.C.          | Tito Manlio Torquato I                   | Gaio Atilio Bulbo II                       |
| 234 a.C.          | Lucio Postumio Albino                    | Spurio Carvilio Massimo Ruga               |
| 233 a.C.          | Quinto Fabio Massimo Verrucoso           | Manio Pomponio Matone                      |
| 232 a.C.          | Marco Emilio Lepido                      | Marco Publicio Malleolo                    |
| 231 a.C.          | Marco Pomponio Matone                    | Gaio Papirio Masone                        |
| 230 a.C.          | Marco Emilio Barbula                     | Marco Giunio Pera                          |
| 229 a.C.          | Lucio Postumio Albino II                 | Gneo Fulvio Centumalo                      |
| 228 a.C.          | Spurio Carvilio Massimo Ruga II          | Quinto Fabio Massimo Verrucoso II          |
| 227 a.C.          | Publio Valerio Flacco                    | Marco Atilio Regolo                        |
| 226 a.C.          | Marco Valerio Massimo Messala            | Lucio Apustio Fullone                      |
| 225 a.C.          | Lucio Emilio Papirio (Pappo o Papo)      | Gaio Atilio Regolo                         |
| 224 a.C.          | Tito Manlio Torquato II                  | Quinto Fulvio Flacco II                    |
| 223 a.C.          | Gaio Flaminio Nepote                     | Publio Furio Filo                          |
| 222 a.C.          | Gneo Cornelio Scipione Calvo             | Marco Claudio Marcello I                   |
| 221 a.C.          | Publio Cornelio Scipione Asina           | Marco Minucio Rufo                         |
|                   |                                          | Suff. Marco Emilio Lepido II               |
| 220 a.C.          | Marco Valerio Levino I                   | Quinto Mucio Scevola                       |
|                   | (?) Suff. Lucio Veturio Filone           | (?) Suff. Gaio Lutazio Catulo              |
| 219 a.C.          | Lucio Emilio Paolo I                     | Marco Livio Salinatore I                   |
| 218 a.C.          | Publio Cornelio Scipione,                | Tiberio Sempronio Longo                    |
| 217 a.C.          | Gneo Servilio Gemino                     | Gaio Flaminio Nepote II                    |
|                   |                                          | Suff. Marco Atilio Regolo II               |
|                   | Dictator: Quinto Fabio Massimo Verrucoso | magister equitum Marco Minucio Rufo        |
| 216 a.C.          | Lucio Emilio Paolo II                    | Gaio Terenzio Varrone                      |
|                   | Dictator: Marco Giunio Pera              | magister equitum: Tiberio Sempronio Gracco |
|                   | Dictator: Marco Fabio Buteone            | senza magister equitum                     |
| 215 a.C.          | Lucio Postumio Albino III                | Tiberio Sempronio Gracco                   |
|                   | Suff. Marco Claudio Marcello II abd.     | Suff. Quinto Fabio Massimo Verrucoso III   |
| 214 a.C.          | Quinto Fabio Massimo Verrucoso IV        | Marco Claudio Marcello III                 |
| 213 a.C.          | Quinto Fabio Massimo                     | Tiberio Sempronio Gracco II                |
| fine del 213 a.C. | Dictator: Gaio Claudio Centone           | magister equitum: Quinto Fulvio Flacco     |
| 212 a.C.          | Appio Claudio Pulcro                     | Quinto Fulvio Flacco III                   |
| 211 a.C.          | Publio Sulpicio Galba Massimo I          | Gneo Fulvio Centumalo Massimo              |
| 210 a.C.          | Marco Valerio Levino II                  | Marco Claudio Marcello IV                  |
|                   | Dictator: Quinto Fulvio Flacco           | magister equitum: Publio Licinio Crasso.   |
| 209 a.C.          | Quinto Fabio Massimo Verrucoso V         | Quinto Fulvio Flacco IV                    |
| 208 a.C.          | Marco Claudio Marcello V                 | Tito Quinzio Peno Capitolino Crispino      |
|                   | Dictator: Tito Manlio Torquato           |                                            |
| 207 a.C.          | Gaio Claudio Nerone                      | Marco Livio Salinatore II                  |
| 206 a.C.          | Quinto Cecilio Metello                   | Lucio Veturio Filone                       |
| 205 a.C.          | Publio Cornelio Scipione Africano        | Publio Licinio Crasso Divite               |
| 204 a.C.          | Marco Cornelio Cetego                    | Publio Sempronio Tuditano                  |
| 203 a.C.          | Gneo Servilio Cepione                    | Gaio Servilio Gemino                       |
| 202 a.C.          | Tiberio Claudio Nerone                   | Marco Servilio Pulice Gemello              |
| 201 a.C.          | Gneo Cornelio Lentulo                    | Publio Elio Peto                           |

## II secolo a.C.
| ANNO     | Primo console                              | Secondo console                      |
| -------- | ------------------------------------------ | ------------------------------------ |
| 200 a.C. | Publio Sulpicio Galba Massimo II           | Gaio Aurelio Cotta                   |
| 199 a.C. | Lucio Cornelio Lentulo                     | Publio Villio Tappulo                |
| 198 a.C. | Tito Quinzio Flaminino                     | Sesto Elio Peto Catone               |
| 197 a.C. | Gaio Cornelio Cetego                       | Quinto Minucio Rufo                  |
| 196 a.C. | Lucio Furio Purpureo                       | Marco Claudio Marcello               |
| 195 a.C. | Marco Porcio Catone                        | Lucio Valerio Flacco                 |
| 194 a.C. | Publio Cornelio Scipione Africano II       | Tiberio Sempronio Longo              |
| 193 a.C. | Lucio Cornelio Merula                      | Quinto Minucio Termo                 |
| 192 a.C. | Lucio Quinzio Flaminino                    | Gneo Domizio Enobarbo                |
| 191 a.C. | Manio Acilio Glabrione                     | Publio Cornelio Scipione Nasica      |
| 190 a.C. | Lucio Cornelio Scipione Asiatico           | Gaio Lelio                           |
| 189 a.C. | Gneo Manlio Vulsone                        | Marco Fulvio Nobiliore               |
| 188 a.C. | Gaio Livio Salinatore                      | Marco Valerio Messalla               |
| 187 a.C. | Marco Emilio Lepido I                      | Gaio Flaminio                        |
| 186 a.C. | Spurio Postumio Albino                     | Quinto Marcio Filippo                |
| 185 a.C. | Appio Claudio Pulcro                       | Marco Sempronio Tuditano             |
| 184 a.C. | Publio Claudio Pulcro                      | Lucio Porzio Licino                  |
| 183 a.C. | Quinto Fabio Labeone                       | Marco Claudio Marcello               |
| 182 a.C. | Lucio Emilio Paolo Macedonico I            | Gneo Bebio Tamfilo                   |
| 181 a.C. | Publio Cornelio Cetego                     | Marco Bebio Tamfilo                  |
| 180 a.C. | Aulo Postumio Albino Lusco                 | Gaio Calpurnio Pisone                |
|          | Suff. Quinto Fulvio Flacco                 |                                      |
| 179 a.C. | Lucio Manlio Acidino Fulviano              | Quinto Fulvio Flacco                 |
| 178 a.C. | Marco Giunio Bruto                         | Aulo Manlio Vulsone                  |
| 177 a.C. | Gaio Claudio Pulcro                        | Tiberio Sempronio Gracco             |
| 176 a.C. | Gneo Cornelio Scipione Ispallo             | Quinto Petilio Spurino               |
|          | Suff. Gaio Valerio Levino                  |                                      |
| 175 a.C. | Publio Mucio Scevola                       | Marco Emilio Lepido II               |
| 174 a.C. | Spurio Postumio Albino Paululo             | Quinto Muzio Scevola                 |
| 173 a.C. | Lucio Postumio Albino                      | Marco Popilio Lenate                 |
| 172 a.C. | Gaio Popilio Lenate                        | Publio Elio Ligure                   |
| 171 a.C. | Publio Licinio Crasso                      | Gaio Cassio Longino                  |
| 170 a.C. | Aulo Ostilio Mancino                       | Aulo Atilio Serrano                  |
| 169 a.C. | Quinto Marcio Filippo II                   | Gneo Servilio Cepione                |
| 168 a.C. | Lucio Emilio Paolo Macedonico II           | Gaio Licinio Crasso                  |
| 167 a.C. | Quinto Elio Peto                           | Marco Giunio Penno                   |
| 166 a.C. | Marco Claudio Marcello                     | Gaio Sulpicio Gallo                  |
| 165 a.C. | Tito Manlio Torquato                       | Gneo Ottavio                         |
| 164 a.C. | Aulo Manlio Torquato                       | Quinto Cassio Longino                |
| 163 a.C. | Tiberio Sempronio Gracco II                | Manio Giovenzio Talna                |
| 162 a.C. | Publio Cornelio Scipione Nasica Corculo    | Gaio Marcio Figulo                   |
|          | Suff. Gneo Domizio Enobarbo                | Suff. Publio Cornelio Lentulo        |
| 161 a.C. | Marco Valerio Messalla                     | Gaio Fannio Strabone                 |
| 160 a.C. | Marco Cornelio Cetego                      | Lucio Anicio Gallo                   |
| 159 a.C. | Gneo Cornelio Dolabella                    | Marco Fulvio Nobiliore               |
| 158 a.C. | Marco Emilio Lepido                        | Gaio Popilio Lenate II               |
| 157 a.C. | Sesto Giulio Cesare                        | Lucio Aurelio Oreste                 |
| 156 a.C. | Lucio Cornelio Lentulo Lupo                | Gaio Marcio Figulo II                |
| 155 a.C. | Publio Cornelio Scipione Nasica Corculo II | Marco Claudio Marcello II            |
| 154 a.C. | Lucio Postumio Albino                      | Quinto Opimio                        |
| Suff.    | Manio Acilio Glabrione                     |                                      |
| 153 a.C. | Tito Annio Lusco                           | Quinto Fulvio Nobiliore              |
| 152 a.C. | Lucio Valerio Flacco                       | Marco Claudio Marcello III           |
| 151 a.C. | Aulo Postumio Albino                       | Lucio Licinio Lucullo                |
| 150 a.C. | Tito Quinzio Flaminino                     | Manio Acilio Balbo                   |
| 149 a.C. | Manio Manilio Nepote                       | Lucio Marcio Censorino               |
| 148 a.C. | Spurio Postumio Albino Magno               | Lucio Calpurnio Pisone Cesonino      |
| 147 a.C. | Publio Cornelio Scipione Emiliano I        | Gaio Livio Druso                     |
| 146 a.C. | Gneo Cornelio Lentulo                      | Lucio Mummio Acaico                  |
| 145 a.C. | Quinto Fabio Massimo Emiliano              | Lucio Ostilio Mancino                |
| 144 a.C. | Servio Sulpicio Galba                      | Lucio Aurelio Cotta                  |
| 143 a.C. | Appio Claudio Pulcro                       | Quinto Cecilio Metello Macedonico    |
| 142 a.C. | Quinto Fabio Massimo Serviliano            | Lucio Cecilio Metello Calvo          |
| 141 a.C. | Gneo Servilio Cepione                      | Quinto Pompeo                        |
| 140 a.C. | Quinto Servilio Cepione                    | Gaio Lelio Sapiente                  |
| 139 a.C. | Gneo Calpurnio Pisone                      | Marco Popilio Lenate                 |
| 138 a.C. | Publio Cornelio Scipione Nasica Serapione  | Decimo Giunio Bruto Callaico         |
| 137 a.C. | Marco Emilio Lepido Porcina                | Gaio Ostilio Mancino                 |
| 136 a.C. | Lucio Furio Filo                           | Sesto Atilio Serrano                 |
| 135 a.C. | Quinto Calpurnio Pisone                    | Servio Fulvio Flacco                 |
| 134 a.C. | Gaio Fulvio Flacco                         | Publio Cornelio Scipione Emiliano II |
| 133 a.C. | Lucio Calpurnio Pisone Frugi               | Publio Muzio Scevola                 |
| 132 a.C. | Publio Popilio Lenate                      | Publio Rupilio                       |
| 131 a.C. | Lucio Valerio Flacco                       | Publio Licinio Crasso Dive Muciano   |
| 130 a.C. | Lucio Cornelio Lentulo                     | Marco Perperna                       |
| 129 a.C. | Gaio Sempronio Tuditano                    | Manio Aquillio                       |
| 128 a.C. | Tito Annio Lusco Rufo                      | Gneo Ottavio                         |
| 127 a.C. | Lucio Cornelio Cinna                       | Lucio Cassio Longino Ravilla         |
| 126 a.C. | Marco Emilio Lepido                        | Lucio Aurelio Oreste                 |
| 125 a.C. | Marco Fulvio Flacco                        | Marco Plauzio Ipseo                  |
| 124 a.C. | Gaio Cassio Longino                        | Gaio Sextio Calvino                  |
| 123 a.C. | Tito Quinzio Flaminino                     | Quinto Cecilio Metello Balearico     |
| 122 a.C. | Gneo Domizio Enobarbo                      | Gaio Fannio Strabone                 |
| 121 a.C. | Quinto Fabio Massimo Allobrogico           | Lucio Opimio                         |
| 120 a.C. | Gaio Papirio Carbone                       | Publio Manilio                       |
| 119 a.C. | Lucio Aurelio Cotta                        | Lucio Cecilio Metello Dalmatico      |
| 118 a.C. | Quinto Marcio Re                           | Marco Porcio Catone                  |
| 117 a.C. | Lucio Cecilio Metello Diademato            | Quinto Muzio Scevola Augure          |
| 116 a.C. | Quinto Fabio Massimo Eburno                | Gaio Licinio Geta                    |
| 115 a.C. | Marco Emilio Scauro                        | Marco Cecilio Metello                |
| 114 a.C. | Manio Acilio Balbo                         | Gaio Porzio Catone                   |
| 113 a.C. | Gneo Papirio Carbone                       | Gaio Cecilio Metello Caprario        |
| 112 a.C. | Lucio Calpurnio Pisone Cesonino            | Marco Livio Druso                    |
| 111 a.C. | Publio Cornelio Scipione Nasica Serapione  | Lucio Calpurnio Bestia               |
| 110 a.C. | Spurio Postumio Albino                     | Marco Minucio Rufo                   |
| 109 a.C. | Quinto Cecilio Metello Numidico            | Marco Giunio Silano                  |
| 108 a.C. | Servio Sulpicio Galba                      | Lucio Ortensio                       |
| Suff.    |                                            | Marco Aurelio Scauro                 |
| 107 a.C. | Lucio Cassio Longino                       | Gaio Mario I                         |
| 106 a.C. | Quinto Servilio Cepione                    | Gaio Atilio Serrano                  |
| 105 a.C. | Gneo Mallio Massimo                        | Publio Rutilio Rufo                  |
| 104 a.C. | Gaio Flavio Fimbria                        | Gaio Mario II                        |
| 103 a.C. | Lucio Aurelio Oreste                       | Gaio Mario III                       |
| 102 a.C. | Quinto Lutazio Catulo                      | Gaio Mario IV                        |
| 101 a.C. | Gaio Mario V                               | Manlio Aquilio                       |

## I secolo a.C.
| ANNO     | Primo console                            | Secondo console                      |
| -------- | ---------------------------------------- | ------------------------------------ |
| 100 a.C. | Lucio Valerio Flacco                     | Gaio Mario VI                        |
| 99 a.C.  | Aulo Postumio Albino                     | Marco Antonio Oratore                |
| 98 a.C.  | Quinto Cecilio Metello Nepote            | Tito Didio                           |
| 97 a.C.  | Gneo Cornelio Lentulo                    | Publio Licinio Crasso                |
| 96 a.C.  | Gaio Cassio Longino                      | Gneo Domizio Enobarbo                |
| 95 a.C.  | Lucio Licinio Crasso                     | Quinto Muzio Scevola                 |
| 94 a.C.  | Gaio Celio Caldo                         | Lucio Domizio Enobarbo               |
| 93 a.C.  | Gaio Valerio Flacco                      | Marco Erennio                        |
| 92 a.C.  | Gaio Claudio Pulcro                      | Marco Perperna                       |
| 91 a.C.  | Sesto Giulio Cesare                      | Lucio Marcio Filippo                 |
| 90 a.C.  | Lucio Giulio Cesare                      | Publio Rutilio Lupo                  |
| 89 a.C.  | Gneo Pompeo Strabone                     | Lucio Porcio Catone                  |
| 88 a.C.  | Lucio Cornelio Silla I                   | Quinto Pompeo Rufo                   |
| 87 a.C.  | Lucio Cornelio Cinna I                   | Gneo Ottavio                         |
| suff.    | Lucio Cornelio Merula                    |                                      |
| 86 a.C.  | Lucio Cornelio Cinna II                  | Gaio Mario VII                       |
| suff.    |                                          | Lucio Valerio Flacco                 |
| 85 a.C.  | Lucio Cornelio Cinna III                 | Gneo Papirio Carbone I               |
| 84 a.C.  | Lucio Cornelio Cinna IV                  | Gneo Papirio Carbone II              |
| 83 a.C.  | Lucio Cornelio Scipione Asiatico         | Gaio Norbano                         |
| 82 a.C.  | Gneo Papirio Carbone III                 | Gaio Mario il Giovane                |
| 81 a.C.  | Gneo Cornelio Dolabella                  | Marco Tullio Decula                  |
| 80 a.C.  | Lucio Cornelio Silla II                  | Quinto Cecilio Metello Pio           |
| 79 a.C.  | Appio Claudio Pulcro                     | Publio Servilio Vatia Isaurico       |
| 78 a.C.  | Marco Emilio Lepido                      | Quinto Lutazio Catulo                |
| 77 a.C.  | Mamerco Emilio Lepido Liviano            | Decimo Giunio Bruto                  |
| 76 a.C.  | Gneo Ottavio                             | Gaio Scribonio Curione               |
| 75 a.C.  | Gaio Aurelio Cotta                       | Lucio Ottavio                        |
| 74 a.C.  | Marco Aurelio Cotta                      | Lucio Licinio Lucullo                |
| 73 a.C.  | Gaio Cassio Longino                      | Marco Terenzio Varrone Lucullo       |
| 72 a.C.  | Gneo Cornelio Lentulo Clodiano           | Lucio Gellio Publicola               |
| 71 a.C.  | Publio Cornelio Lentulo Sura             | Gneo Aufidio Oreste                  |
| 70 a.C.  | Marco Licinio Crasso I                   | Gneo Pompeo Magno I                  |
| 69 a.C.  | Quinto Cecilio Metello Cretico           | Quinto Ortensio Ortalo               |
| 68 a.C.  | Lucio Cecilio Metello                    | Quinto Marcio Re                     |
| 67 a.C.  | Manio Acilio Glabrione                   | Gaio Calpurnio Pisone                |
| 66 a.C.  | Manio Emilio Lepido                      | Lucio Volcacio Tullo                 |
| 65 a.C.  | Lucio Manlio Torquato                    | Lucio Aurelio Cotta                  |
| 64 a.C.  | Lucio Giulio Cesare                      | Gaio Marcio Figulo                   |
| 63 a.C.  | Marco Tullio Cicerone                    | Gaio Antonio Ibrida                  |
| 62 a.C.  | Decimo Giunio Silano                     | Lucio Licinio Murena                 |
| 61 a.C.  | Marco Valerio Messalla Corvino           | Marco Pupio Pisone Frugi Calpurniano |
| 60 a.C.  | Lucio Afranio                            | Quinto Cecilio Metello Celere        |
| 59 a.C.  | Gaio Giulio Cesare I                     | Marco Calpurnio Bibulo               |
| 58 a.C.  | Lucio Calpurnio Pisone Cesonino          | Aulo Gabinio                         |
| 57 a.C.  | Publio Cornelio Lentulo Spintere         | Quinto Cecilio Metello Nepote Minore |
| 56 a.C.  | Gneo Cornelio Lentulo Marcellino         | Lucio Marcio Filippo                 |
| 55 a.C.  | Marco Licinio Crasso II                  | Gneo Pompeo Magno II                 |
| 54 a.C.  | Appio Claudio Pulcro                     | Lucio Domizio Enobarbo               |
| 53 a.C.  | Marco Valerio Messalla Rufo              | Gneo Domizio Calvino I               |
| 52 a.C.  | Quinto Cecilio Metello Pio Scipione      | Gneo Pompeo Magno III                |
| 51 a.C.  | Marco Claudio Marcello                   | Servio Sulpicio Rufo                 |
| 50 a.C.  | Lucio Emilio Lepido Paolo                | Gaio Claudio Marcello (minore)       |
| 49 a.C.  | Lucio Cornelio Lentulo Crure             | Gaio Claudio Marcello (maggiore)     |
| 48 a.C.  | Gaio Giulio Cesare II                    | Publio Servilio Vatia Isaurico I     |
| 47 a.C.  | Quinto Fufio Caleno                      | Publio Vatinio                       |
| 46 a.C.  | Gaio Giulio Cesare III                   | Marco Emilio Lepido I                |
| 45 a.C.  | Gaio Giulio Cesare IV                    | (senza collega)                      |
| suffecti | Quinto Fabio Massimo                     | Gaio Trebonio                        |
| suff     | Gaio Caninio Rebilo                      |                                      |
| 44 a.C.  | Gaio Giulio Cesare V                     | Marco Antonio I                      |
| 43 a.C.  | Aulo Irzio                               | Gaio Vibio Pansa                     |
| suffecti | Gaio Giulio Cesare Ottaviano Augusto I   | Quinto Pedio                         |
| suffecti | Gaio Carrina                             | Publio Ventidio Basso                |
| 42 a.C.  | Marco Emilio Lepido II                   | Lucio Munazio Planco                 |
| 41 a.C.  | Publio Servilio Vatia Isaurico II        | Lucio Antonio                        |
| 40 a.C.  | Gaio Asinio Pollione                     | Gneo Domizio Calvino II              |
| suff.    | Publio Canidio Crasso                    | Lucio Cornelio Balbo                 |
| 39 a.C.  | Gaio Calvisio Sabino                     | Lucio Marzio Censorino               |
| 38 a.C.  | Appio Claudio Pulcro                     | Gaio Norbano Flacco                  |
| 37 a.C.  | Lucio Caninio Gallo                      | Marco Vipsanio Agrippa               |
| 36 a.C.  | Marco Cocceio Nerva                      | Lucio Gellio Publicola               |
| 35 a.C.  | Lucio Cornificio                         | Sesto Pompeo                         |
| 34 a.C.  | Marco Antonio II                         | Lucio Scribonio Libone               |
| suffecti | Lucio Sempronio Atratino                 | Paolo Emilio Lepido                  |
| suffecti | Gaio Memmio                              | Marco Erennio Picente                |
| 33 a.C.  | Gaio Giulio Cesare Ottaviano Augusto II  | Lucio Volcacio Tullo                 |
| suffecti | Lucio Autronio Peto                      | Lucio Flavio                         |
|          | Gaio Fonteio Capitone                    | Marco Acilio Glabrione               |
|          | Lucio Vinicio                            | Quinto Laronio                       |
| 32 a.C.  | Gneo Domizio Enobarbo                    | Gaio Sosio                           |
| suffecti | Lucio Cornelio Cinna                     | Marco Valerio Messalla               |
| 31 a.C.  | Gaio Giulio Cesare Ottaviano Augusto III | Marco Valerio Messalla Corvino       |
| suffecti | Marco Tizio                              | Gneo Pompeo                          |